# Hydroptila waubesiana
Hydroptila waubesiana är en nattsländeart som beskrevs av Betten 1934. Hydroptila waubesiana ingår i släktet Hydroptila och familjen smånattsländor. Inga underarter finns listade i Catalogue of Life.